# Metralladora Tipus 92
La metralladora Tipus 92 (del japonès: 九二式七粍七機銃, Kyūni-shiki nana-miri-nana kijū) era una metralladora dissenyada per la Marina Imperial Japonesa com a arma antiaèria. La Tipus 92 era una metralladora lleugera, i no té res a veure amb la Metralladora Pesada Tipus 92.

## Descripció
Va ser la metralladora estàndard antiaèria unipersonal i transportable de la Marina Imperial Japonesa durant la major part de la Campanya del Pacífic durant la Segona Guerra Mundial. Es va adverar molt poc efectiva. Els avions produïts al final de la guerra, comptaven amb equipament com les metralladores Tipus 1 i les Tipus 2, i els canons Tipus 99.
Era gairebé una còpia de la versió de després de la Primera Guerra Mundial de la metralladora britànica Lewis, en el seu model d'aviació. La Tipus 92 estava alimentada per un carregador de tambor, que utilitzava en una muntura variable. Estava calibrada per a disparar la munició de 7,7x56R Tipus 87 IJN, la versió japonesa de la munició britànica de .303 British. La major diferència externa amb la Lewis, era la guarda del gallet, i aletes de refrigeració al voltant del canó i del pistó de gas. Cap de les dues versions de la Lewis (ni la japonesa ni la britànica de postguerra) comptaven amb el canó distintiu de la metralladora original (a pesar de que algunes variants terrestres si que les tenien). El sistema de refrigeració va ser eliminat, ja que es va demostrar que amb el vent de l'avió al volar, ja es podia refredar el canó, i així estalviaven pes eliminant-lo.

## Instal·lacions
Aquesta metralladora anava muntada en els següents vehicles:
- Aichi D1A
- Aichi D3A
- Kawanishi E7K2[1]
- Kawanishi H6K
- Kawanishi H8K
- Kyūshū Q1W
- Mitsubishi F1M2[2]
- Mitsubishi G3M
- Mitsubishi G4M
- Nakajima B5N
- Nakajima B6N
- Yokosuka B4Y
- Yokosuka K5Y

## Disseny
La metralladora era una còpia de la metralladora d'aviació de post-guerra britànica Lewis. Aquesta estava calibrada per a la munició japonesa 7,7 x 56 R (l'equivalent japonès a la munició britànica .303 British). Pesava uns 8 kg i tenia una llargada de 990 mm (99cm). Poseia una cadència de foc d'unes 600 bales / minut, disparades des d'un carregador de 45 bales. Les seves bales sortien a una velocitat inicial de 760 m/s.

## Especificacions
- Calibre: 7.7x56R
- Llargada: 99 cm
- Pes: 8 kg
- Bales per minut: 600 bales / minut
- Velocitat: 760 m/s